# Romanow

Wappen des Hauses Romanow

Die Romanows (Betonung auf der zweiten Silbe: [rɐˈmanəf]) sind ein altes russisches Adelsgeschlecht und nach den Rurikiden und den Godunows die dritte Dynastie, aus der die russischen Zaren hervorgingen. Sie herrschten von 1613 bis 1762. Auch die Mitglieder des Hauses Romanow-Holstein-Gottorp, die auf die Romanows folgten (1762 bis 1917), werden häufig als Romanows bezeichnet und trugen auch weiterhin den Familiennamen Romanow.

## Geschichte

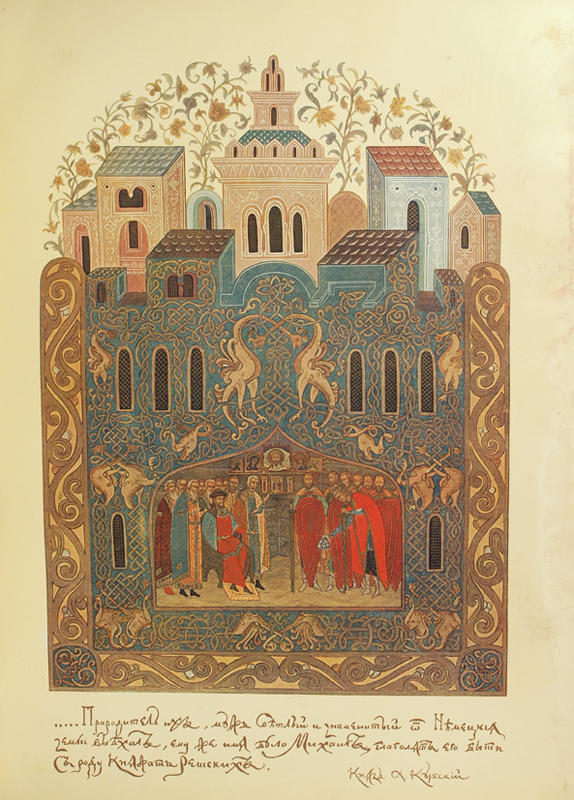
Ankunft des Prinzen Glanda Kambila in Nowgorod aus einer Chronik und Bildersammlung über die Romanows von 1913

### Herkunft
Der Ahnherr der Romanows ist der Bojar Andrei Kobyla. Möglicherweise war er ruthenischer Herkunft und während der Regierungszeit des Moskauer Großfürsten Simeon Iwanowitsch (14. Jahrhundert) aus dem Großfürstentum Litauen nach Russland immigriert. Nachfolgende Generationen wiesen ihn als Sohn des legendären Prinzen Glanda Kambila Diwonowitsch aus, der selbst einem alten litauischen bzw. samogitischen Fürstengeschlecht entspross. Im letzten Viertel des 13. Jahrhunderts floh er mit seinem unmündigen Sohn vor dem einfallenden Deutschen Orden nach Russland. 1287 empfing er die Taufe und nahm den Namen Iwan an. Bereits im 18. Jahrhundert wies der Historiker August Ludwig von Schlözer auf die Inkonsistenz dieser Abstammungslegende hin.
Später wurde auch die ruthenische bzw. samogitische Herkunft Andrei Kobylas in Frage gestellt. Einige Historiker vertreten die These, dass er Abkömmling einer edlen Moskauer Familie aus Nowgorod war. Der russische Beiname Kobyla bedeutet auf Deutsch Stute. Laut des russischen Historikers Kuzmin stammte Andrei aus Kostroma und könnte der Sohn eines Bojaren Alexei gewesen sein, der 1304 getötet wurde. Die Nachkommen Kobylas, insbesondere die Romanows, besaßen in der Nähe von Kostroma Landgüter. Um 1330 trat Andrei Kobyla in die Dienste des Großfürsten Simeon Iwanowitsch ein und genoss hohes Ansehen. 1347 wurde er vom Großfürsten nach Twer gesandt, um in seinem Namen mit Maria von Twer Heiratsverhandlungen aufzunehmen.

### Familienzweige
Andrei Kobyla hinterließ fünf Söhne, darunter der Woiwode Feodor Andrejewitsch Kobylin, genannt Koschka, auf Deutsch Katze. Großfürst Wassili beorderte ihn nach Nowgorod und vertraute ihm dort später die Regierung an. Im hohen Alter erhielt er die Bojarenwürde. Seine Nachkommen trugen den Familiennamen Koschkin. Von dem ältesten seiner fünf Söhne stammte die Familie Romanow, von dem vierten Sohn die Familie Scheremetew ab. Seine Töchter Anna und Akulina heirateten die Fürsten von Rostow und Mikulin. Sachari Iwanowitsch Koschkin, der jüngste Sohn des Iwan Feodorowitsch Koschkin, wurde Bojar unter der Regierung des Großfürsten Wassili II. des Blinden. Seine Kinder nahmen von ihm den Namen Sacharjin (Захарьин) an. Die Familie Jakoslef stammte vom ältesten der beiden Sacharjins, der jüngere Juri Sacharjitsch starb 1501. Dessen Söhne führten den Beinamen Jurjew. Seit dem Beginn des 16. Jahrhunderts nannte sich die Familie Sacharjin-Jurjew.

### Aufstieg
Der dritte Sohns Juris, Roman Jurjewitsch Sacharjin, ist der Stammvater des Hauses Romanow. Seine drei Söhne Daniel, Dolmat und Nikita Romanowitsch bekleideten einflussreiche Stellungen am Zarenhof. Daniel Romanowitsch hatte sich als Feldherr im Krieg gegen die Tataren verdient gemacht. Seine ältere Schwester Anastassija Romanowna Sacharjina wurde unter einer Vielzahl heiratsfähiger Töchter nobler russischer Familien als Braut von Zar Iwan IV. auserwählt. Ihre jüngere Schwester Anna Romanowa vermählte sich mit dem Fürsten Wassili Andrejewitsch Sitsky. Nach dem Tod Iwan IV. 1584 führte Nikita Romanowitsch die Regentschaft für seinen noch minderjährigen Neffen Fjodor I. Nach seinem Tod im April 1586 übernahm Boris Godunow die Regentschaft für den regierungsunfähigen Zaren.

### Verfolgung

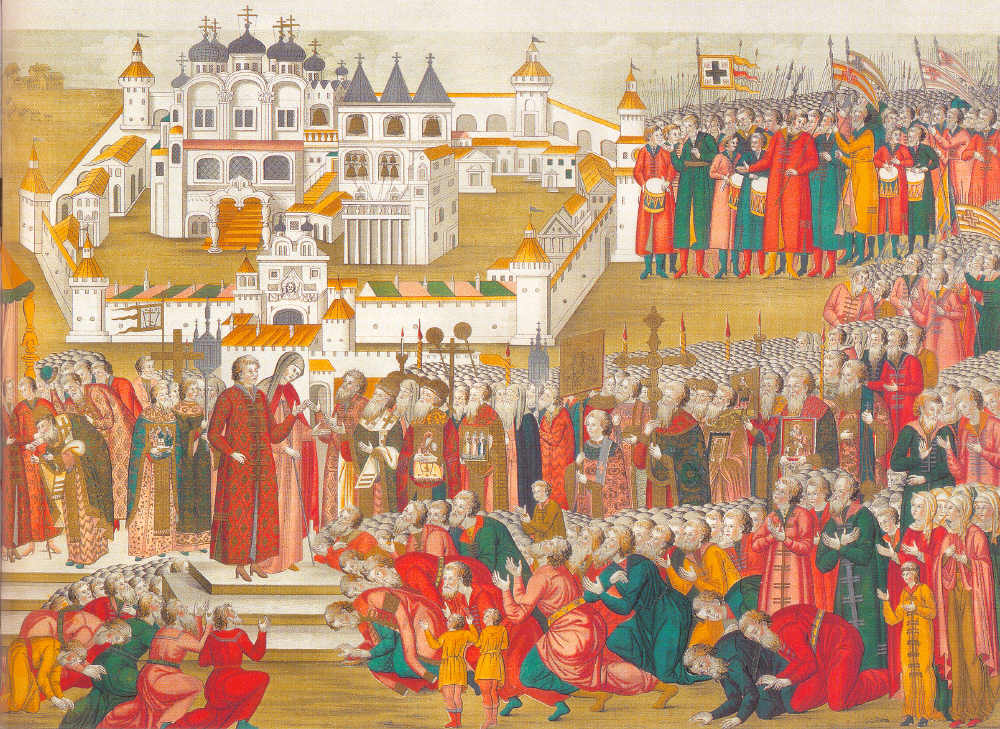
Eine Menschenmenge im Ipatjew-Kloster bittet Michael Romanows Mutter, ihn nach Moskau gehen zu lassen, um Zar zu werden

Nach dem Tod Fjodors I. entbrannte ein Machtkampf um den Thron, der das Land in eine tiefe soziale und politische Krise stürzte. Boris Godunow ergriff am 7. Januar 1598 als Usurpator die Macht. Die Moskauer Bojaren machten ihn für die Ermordung des für die Thronfolge vorgesehenen jüngsten Bruders Fjodors, Dmitri Iwanowitsch verantwortlich. Die Romanows wurden von Godunow nach einer Denunziation verfolgt. Sämtliche Söhne Nikitas erhielten Kerkerhaft. Der Sohn Nikitas, Fjodor Nikititsch Romanow, der spätere Patriarch Philaret, wurde 1601 gezwungen, ins Kloster zu gehen und das Mönchsgelübde abzulegen. Xenia Iwanowna zog sich als Marfa in ein Kloster nahe dem Onegasee zurück. Der Sohn Fjodors Nikititschs, Michael Fjodorowitsch, flüchtete mit zwei seiner Tanten 1603 in die eigentliche Heimat der Romanows, in die Stadt Klin. Nach der Machtübernahme des Pseudodimitri I. 1605/06 wurde die Familie rehabilitiert.

### Zarenherrschaft
1612 brach unter der Führung des Nischni Nowgoroder Kaufmanns Kusma Minin und des Fürsten Dmitri Poscharski mit Unterstützung durch den Metropoliten Philaret in Moskau ein Volksaufstand aus, der die polnische Besatzungszeit beendete. Nach der Smuta wurde Michael Fjodorowitsch 1613 vom Semski Sobor zum Zaren gewählt und begründete die Dynastie der Romanows. Die Krönung fand am 22. Juli 1613 statt. Seine Politik war in den Anfangsjahren vor allem gegen Polen gerichtet. König Sigismund III., der seinen Sohn Władysław IV. Wasa auf den russischen Thron bringen wollte, weigerte sich, Michaels Herrschaft anzuerkennen. Erst der Vertrag von Polanów 1634 beendete den Russisch-Polnischen Krieg, auch Smolensker Krieg genannt.
Michael I. hinterließ zehn Kinder, wovon sein Sohn Alexei die Nachfolge antrat. Während der Regierungszeit Alexei I. herrschte eine starke Unterdrückung der Bauern. Die zusätzliche hohe Steuerlast führte ab 1648 immer wieder zu Aufständen. 1649 wurde die Leibeigenschaft per Gesetz festgelegt. Alexei führte seit 1654 einen Krieg mit Polen, in den auch Schweden 1656 eintrat und gegen Russland kämpfte. 1658 überwarf er sich mit dem Patriarchen Nikon über die von diesem eingeleiteten kirchlichen Reformen. Der Konflikt führte 1666 zur Spaltung der russisch-orthodoxen Kirche. Ende 1655 schloss Russland mit Polen einen Waffenstillstand und wandte sich gegen Schweden. Der Friede von Andrussowo 1667 beendete die Kriegshandlungen und Smolensk, Kiew und die Ostukraine wurden Teil Russlands. In östlicher Richtung dehnte Alexei sein Reich mit der Eroberung Ostsibiriens bis an die Grenze Chinas aus.

### Petrinische Reformen

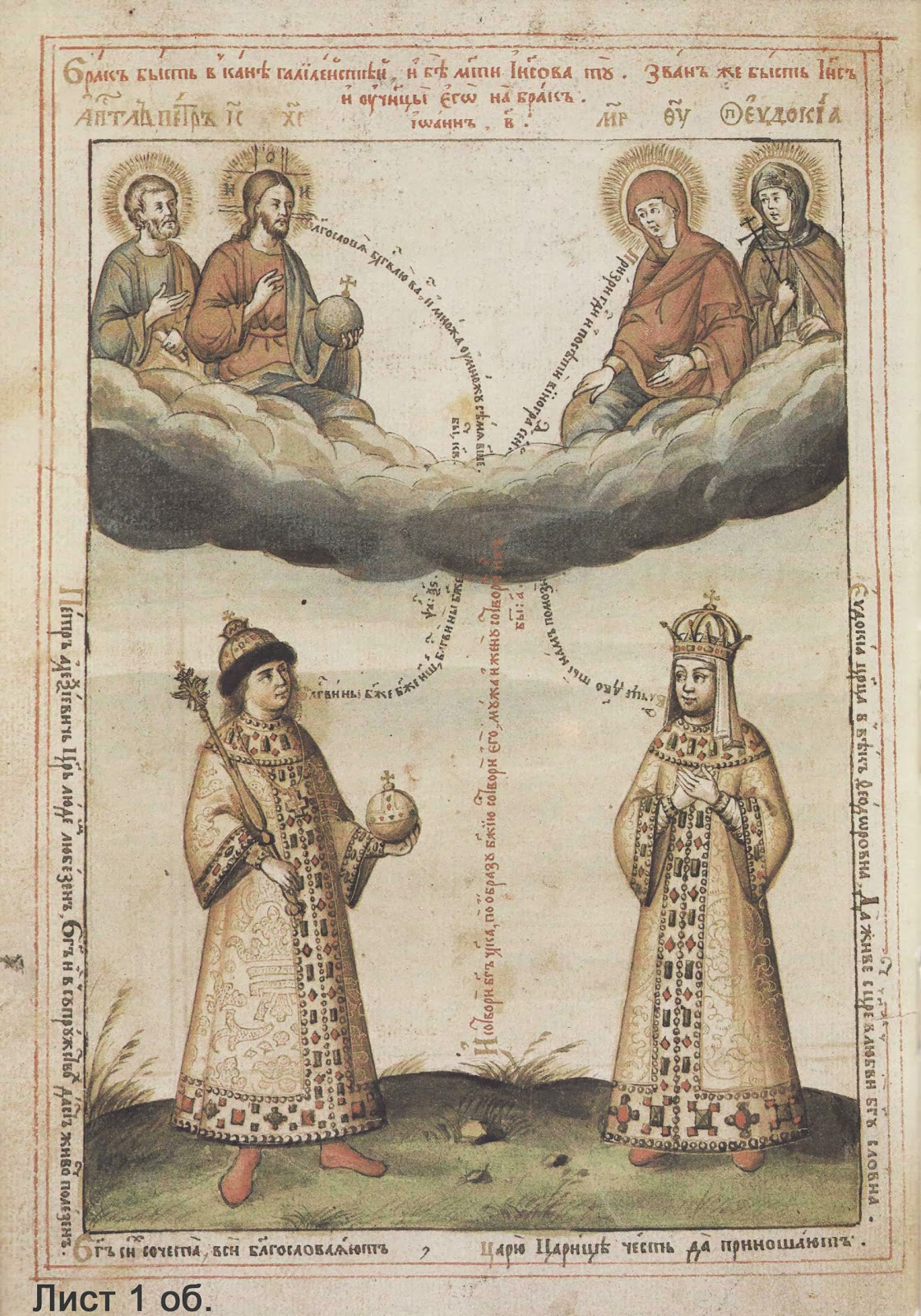
Zar Peter I. und seine Braut Jewdokija Fjodorowna Lopuchina aus einem Buch das Peter 1689 anlässlich seiner Hochzeit überreicht wurde

1682 wurde Peter zusammen mit seinem älteren Halbbruder Iwan zum Zaren ernannt, jedoch auf Grund der Minderjährigkeit der beiden Brüder zunächst Iwans Schwester und Peters Halbschwester Sophia, als Regentin eingesetzt. Sophias Sturz im Jahre 1689 durch die Hofpartei Peters und seiner Mutter begründete Peters Alleinherrschaft. Peter I. brach mit den altrussischen Traditionen, indem er weltliche Schulen bauen ließ und die Macht der Kirche zurückdrängte. Die sogenannten Petrinische Reformen wurden nach dem langjährigen und schließlich siegreichen Großen Nordischen Krieg mit Schweden eingeleitet und durchgesetzt. Dies trug zur Modernisierung des Russischen Reiches bei, die letztlich zur Großmachtstellung Russlands im 18. Jahrhundert führte.
1703 gründete er an der Newa-Mündung die Stadt Sankt Petersburg. Den Standort seiner zukünftigen Hauptstadt, eines „Fensters nach Europa“, soll Peter selbst ausgewählt haben. Erst mit der Gründung der Stadt verfügte Russland wieder über einen eigenen Hafen, der zugleich umfangreiche Westverbindungen aufrechterhielt. Der den Reformkurs seines Vaters ablehnende Zarewitsch Alexei floh 1717 über Wien nach Neapel. Von Gesandten seines Vaters überredet, nach Russland zurückzukehren, wurde er von seinem Vater enterbt und der Verschwörung angeklagt. Er starb 1718 unter der Folter. 1721 nahm Peter den Kaisertitel an und verlegte seinen Herrschaftssitz aus Moskau in die neue Hauptstadt Sankt Petersburg. Er starb 1725. Nur drei seiner Töchter überlebten Peter, eine davon nur wenige Tage.

### Dynastische Krisen
Nach Peters Tod 1725 war seine zweite Frau Katharina I. zwei Jahre lang bis zu ihrem eigenen Ableben regierende Kaiserin von Russland und versprach, ihren Stiefenkel Peter Alexejewitsch zu ihrem Nachfolger zu ernennen. Die Regierungsgewalt übte de facto Fürst Alexander Danilowitsch Menschikow aus. Nach dem Tod Katharinas bestieg Peter II. am 17. Mai 1727 im Alter von elf Jahren den Thron. Zu seinen Vormündern wurden Alexander Menschikow und seine Tanten Anna und Elisabeth Petrowna bestimmt. Peter II. starb nach nur dreijähriger Amtszeit an den Pocken. Mit dem Tod Peter II. erlosch die männliche Linie der Romanows.
1730 bestieg Anna Iwanowna, die Halbnichte Peters I., den Thron. Unter ihrer Herrschaft erhielt Sankt Petersburg den Status der Hauptstadt zurück und wurde grundlegend verändert. Ihre zehnjährige Regierungszeit wird auch als die „dunkle Epoche“ zwischen der Ära von Peter dem Großen und derjenigen der Kaiserin Elisabeth Petrowna bezeichnet. Da ihre kurze Ehe kinderlos geblieben war, bestimmte Anna ihren Großneffen, den Enkel ihrer älteren Schwester Katharina, zu ihrem Nachfolger, den man als Iwan VI. zum Kaiser ausrief. Als Regenten für den noch minderjährigen Knaben ernannte Anna dessen Mutter und ihren Favoriten Ernst Johann von Biron. Elisabeth Petrowna stürzte den jungen Zaren bereits im Jahr darauf. Iwan wurde inhaftiert und 1764 ermordet. Elisabeth Petrowna war die letzte Romanow auf dem Thron. Innenpolitisch konnte Elisabeth das Reich stabilisieren. Sie führte eine strenge Religionspolitik, wodurch Juden und Andersgläubige unter Repressalien zu leiden hatten. Im Siebenjährigen Krieg kämpfte Russland auf der Seite Österreichs gegen Preußen.

### Romanow-Holstein-Gottorp
Elisabeth, die unverheiratet und kinderlos blieb, ernannte ihren Neffen zum Thronfolger, der ihr 1762 als Peter III. folgte. Der Sohn von Peters I. Tochter Anna Petrowna, die mit Karl Friedrich von Schleswig-Holstein-Gottorf verheiratet war, begründete das Haus Romanow-Holstein-Gottorp. Nach dem frühen Tod des Vaters im Jahr 1739 wurde das elfjährige Waisenkind Herzog von Holstein-Gottorf, das seit 1713, als es die im Herzogtum Schleswig gelegenen Territorien an die dänische Krone verloren hatte, nur noch einen Rumpfstaat darstellte. 1745 wurde Peter, inzwischen volljährig, mit Prinzessin Sophie Auguste Friederike von Anhalt-Zerbst-Dornburg, vermählt, die aus diesem Anlass ebenfalls zum russisch-orthodoxen Glauben konvertierte und den Namen Katharina annahm.
Im Jahre 1762 war Peter sechs Monate lang Kaiser von Russland. Die ersten Staatshandlungen Peters waren ein Sonderfrieden mit Preußen, wodurch er sich die Feindschaft der konservativen Kräfte des Landes zuzog. Nach einem Staatsstreich ließ sich seine Frau Katharina zur Zarin und Alleinherrscherin Russlands ausrufen, während Peter für abgesetzt erklärt wurde und am 17. Juli 1762 unter ungeklärten Umständen ums Leben kam. Katharina II., die später den Beinamen „die Große“ erhielt, förderte die Ansiedlung von Ausländern in Russland. Russlands Machtbereich konnte sie so weit ausbauen, dass nach zwei Kriegen gegen die Türken Russland über einen Zugang zum Schwarzen Meer verfügte. Außerdem wirkte sie an den drei Teilungen Polens entschieden mit und führte 1788 Krieg gegen die Schweden. Die offiziellen Nachkommen Peters herrschten bis zur Februarrevolution im Jahre 1917 über das russische Zarenreich.

## Liste der Zaren aus dem Hause Romanow
| Bild | Name (Lebensdaten)                                                  | Regierungszeit | Titel    | Anmerkungen |
| ---- | ------------------------------------------------------------------- | -------------- | -------- | --- |
|      | Michael I. (* 22. Juli 1596; † 23. Juli 1645)                       | 1613–1645      | Zar      | Sohn Philarets. Erster Zar aus dem Haus Romanow, der 1613 zum Zaren gewählt und gekrönt wurde. Zu Beginn musste er sich heftiger Angriffe der Polen erwehren, die ihn als Zaren nicht anerkannten. |
|      | Alexei I., „der Sanftmütigste“ (* 29. März 1629; † 8. Februar 1676) | 1645–1676      | Zar      | Sohn Michaels I. Während seiner Regierungszeit herrschte eine starke Unterdrückung der Bauern. Die zusätzliche hohe Steuerlast führte ab 1648 immer wieder zu Aufständen. 1649 wurde die Leibeigenschaft per Gesetz festgelegt. Alexei führte seit 1654 einen Krieg mit Polen, in den auch Schweden 1656 eintrat und gegen Russland kämpfte. Erst der Friede von Andrussowo 1667 beendete die Kriegshandlungen und Smolensk, Kiew und die Ostukraine wurden Teil Russlands. |
|      | Fjodor III. (* 9. Juni 1661; † 7. Mai 1682)                         | 1676–1682      | Zar      | Sohn Alexeis I. Er befand sich fast die ganze Zeit seiner Herrschaft mit dem Osmanischen Reich im Krieg. Fjodor hatte viele Reformen angestoßen, aber die meisten davon brachte er nicht zu Ende. Wichtig war die Abschaffung der Rangplatzordnung beim Militär. |
|      | Sofia Alexejewna (* 27. September 1657; † 14. Juli 1704)            | 1682–1689      | Regentin | Tochter Alexeis I. Nach Fjodors Tod stellte sich die Frage der Thronfolge. Nach blutigen Aufständen der Strelitzen wurde sie zur Regentin für die beiden unmündigen Zaren Ivan V. und Peter I. erklärt. Die erfolglosen Feldzüge gegen die Krimtataren führten zu ihrem Sturz im August 1689. Peter I. ließ sie zur Nonne scheren. |
|      | Iwan V. (* 6. September 1666; † 8. Februar 1696)                    | 1682–1696      | Zar      | Sohn Alexeis I. Er wurde zusammen mit Peter zum Zaren gekrönt. Politisch spielte Iwan auf Grund seiner Gesundheit nie eine Rolle. In den ersten Jahren lag die Regierung bei seiner Schwester Sofia, die zur Regentin eingesetzt worden war. Nach deren Entmachtung herrschte sein Bruder Peter. |
|      | Peter I., „der Große“ (* 9. Juni 1672; † 8. Februar 1725)           | 1682–1725      | Zar      | Sohn Alexeis I. |

## Liste der Kaiser aus dem Hause Romanow
| Bild | Name (Lebensdaten)                                        | Regierungszeit | Titel    | Anmerkungen |
| ---- | --------------------------------------------------------- | -------------- | -------- | --- |
|      | Peter I., „der Große“ (* 9. Juni 1672; † 8. Februar 1725) | 1682–1725      | Kaiser   | Sohn Alexeis I. 1721 nahm Peter den Kaisertitel an. 1724 macht er seine zweite Frau zur Mitregentin. Er reformierte das russische Reich nach westlichem Vorbild. |
|      | Katharina I. (* 15. April 1684; † 17. Mai 1727)           | 1725–1727      | Kaiserin | Frau Peters I. Erste Kaiserin Russlands. Peter der Große ernannte sie bereits 1724 zur Mitregentin. Nach dessen Tod verhalf Alexander Danilowitsch Menschikow ihr zum Thron. Sie übergab ihm die Regierungsgeschäfte, starb aber schon 2 Jahre später. |
|      | Peter II. (* 23. Oktober 1715; † 29. Januar 1730)         | 1727–1730      | Kaiser   | Enkel Peters I., letzter männlicher Romanow auf dem Thron. Der junge Zar wurde stark beeinflusst, zuerst versuchte Menschikow seine Macht auszuweiten, wurde jedoch von Dolgoruki gestürzt. Er verlegte den Hof wieder nach Moskau. 1730 bekam Peter die Pocken und starb. |
|      | Anna (* 7. Februar 1693; † 28. Oktober 1740)              | 1730–1740      | Kaiserin | Tochter Iwans V. Die Regierungsgeschäfte kümmerten sie wenig. Unter ihrer Regentschaft begann die Ausbreitung in Richtung Zentralasien. Russland beteiligte sich am Polnischen Thronfolgekrieg und am Russisch-Österreichischen Türkenkrieg. Ihre Regentschaft wird auch Dunkle Epoche genannt.                                                                                   |
|      | Iwan VI. (* 23. August 1740; † 16. Juli 1764)             | 1740–1741      | Kaiser   | Urenkel Iwans V. Kaiserin Anna ernannte den Enkel ihrer Schwester zum Thronfolger. Als Säugling bestieg er unter der Regentschaft Anna Leopoldownas den Thron Russlands. Elisabeth Petrowna stürzte den jungen Zaren bereits im Jahr darauf. Iwan wurde inhaftiert und 1764 ermordet. Durch seinen Vater gehörte er streng genommen dem Haus Braunschweig-Wolfenbüttel-Bevern an. |
|      | Elisabeth (* 29. Dezember 1709; † 5. Januar 1762)         | 1741–1762      | Kaiserin | Tochter Peters I. und Katharinas I. Letzte der ursprünglichen Romanows auf dem Thron. Innenpolitisch konnte Elisabeth das Reich stabilisieren. Sie führte eine strenge Religionspolitik, wodurch Juden und Andersgläubige unter Repressalien zu leiden hatten. Im Siebenjährigen Krieg kämpfte Russland auf der Seite Österreichs gegen Preußen.                                  |

## Bilder

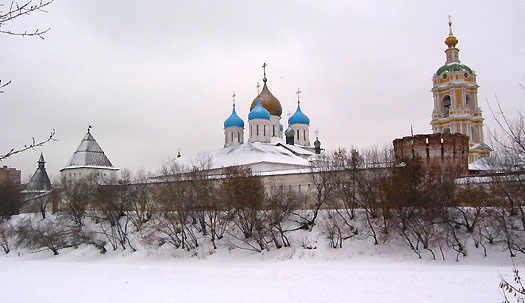
Novospassky-Kloster bei Moskau
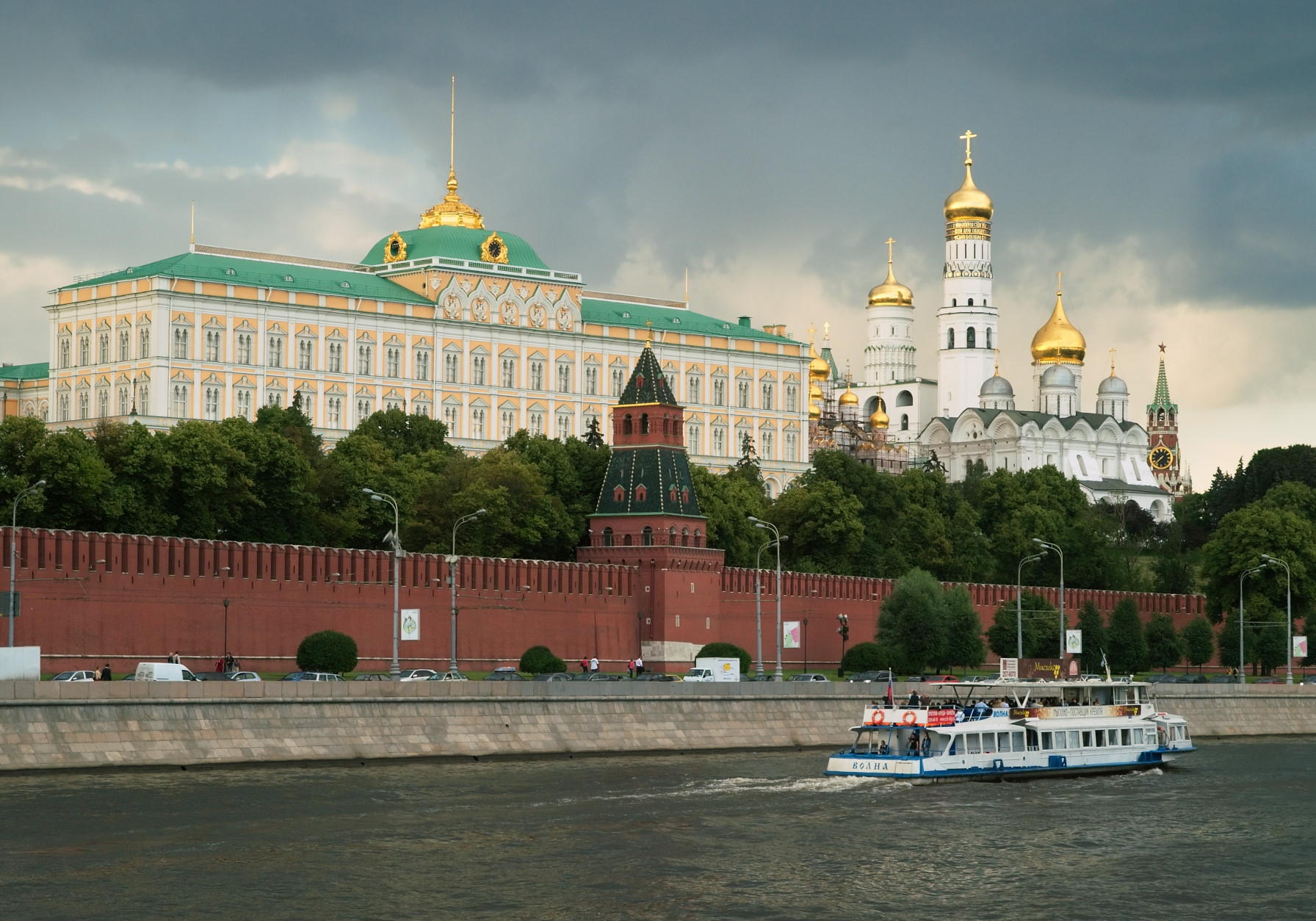
Großer Kremlpalast, Moskau
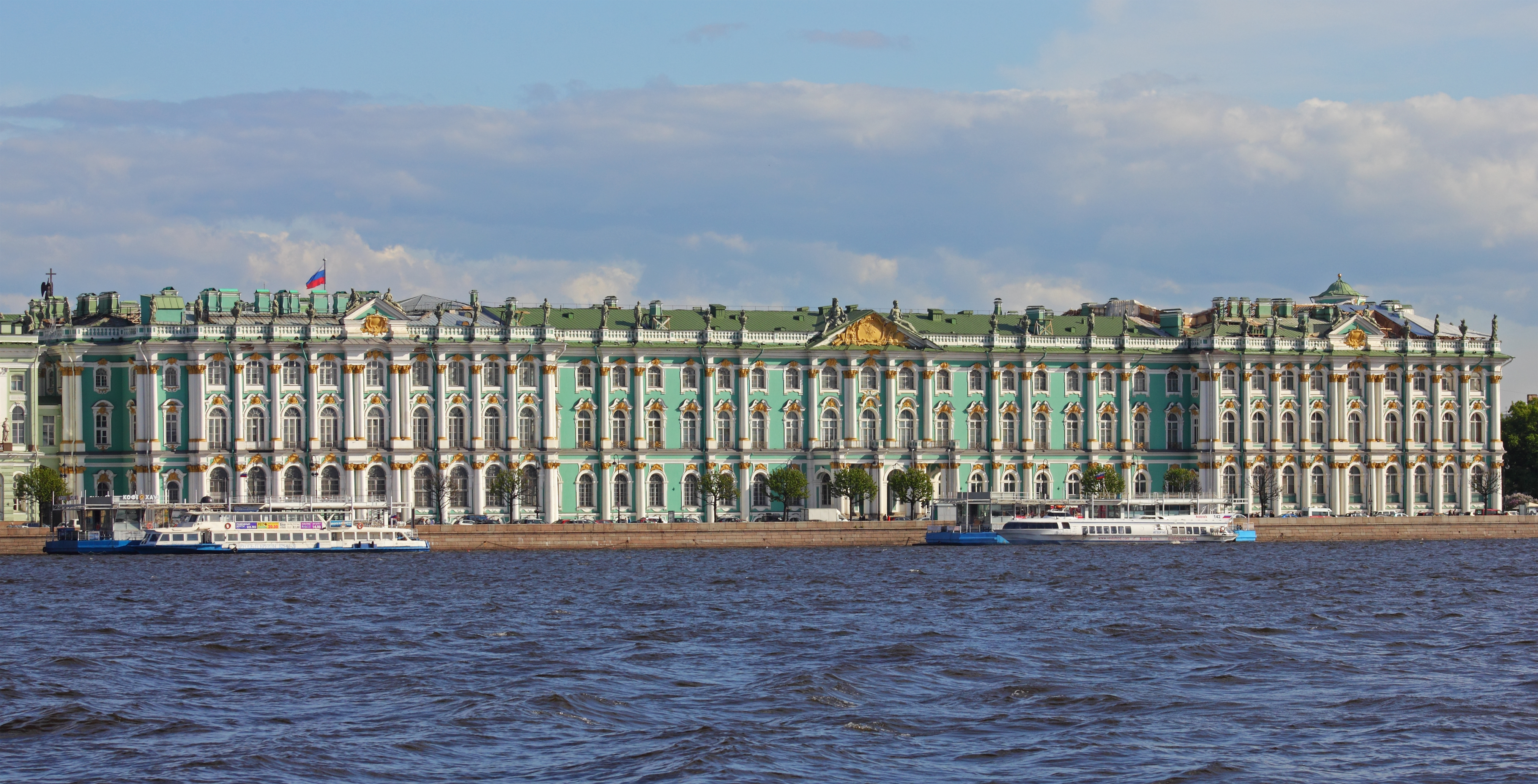
Winterpalast, Sankt Petersburg
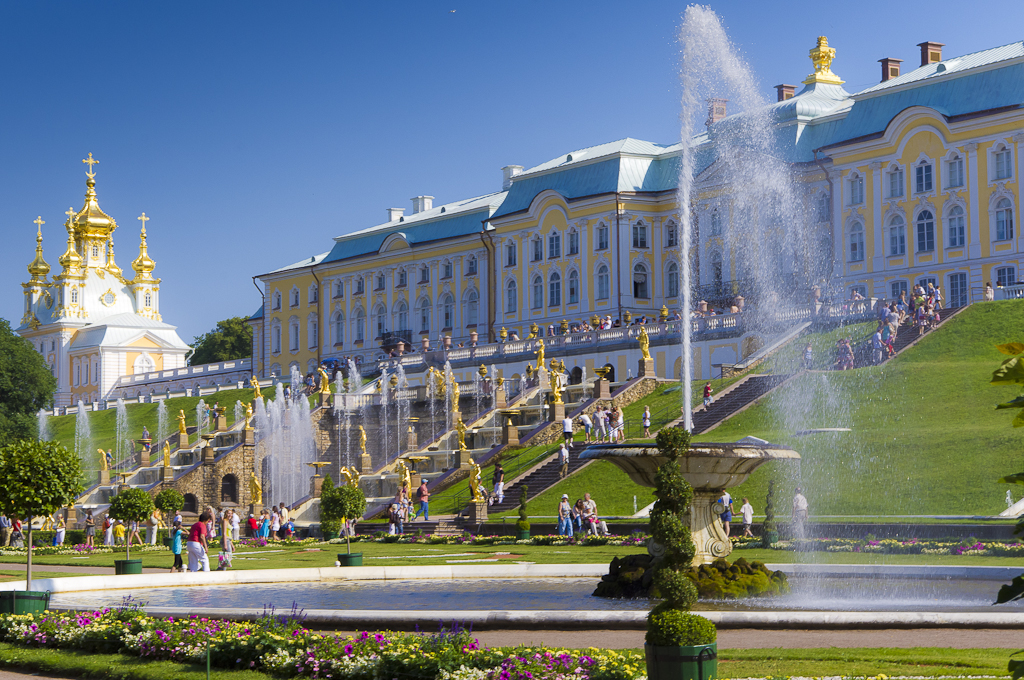
Schloss Peterhof
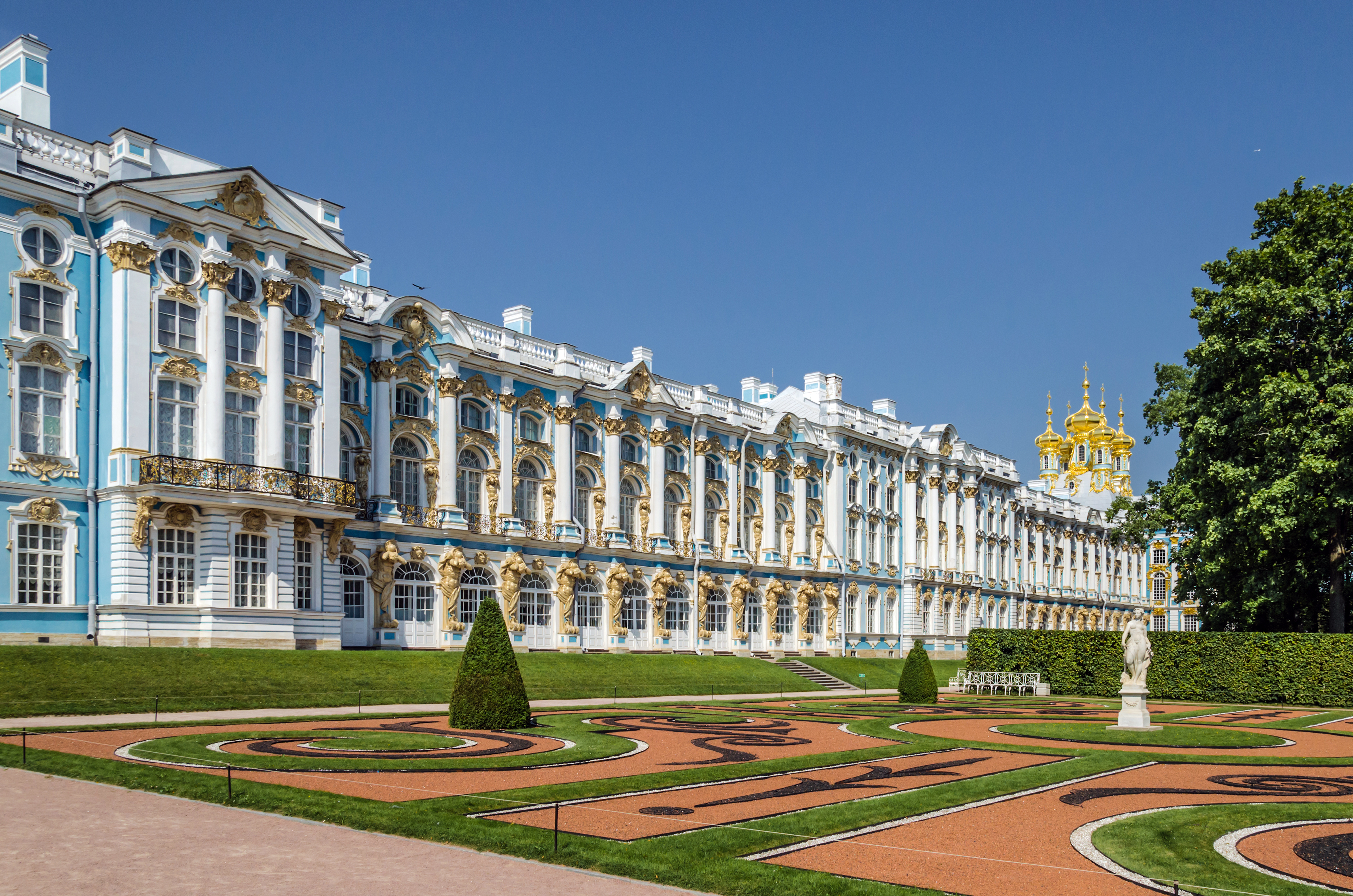
Katharinenpalast, Zarskoje Selo
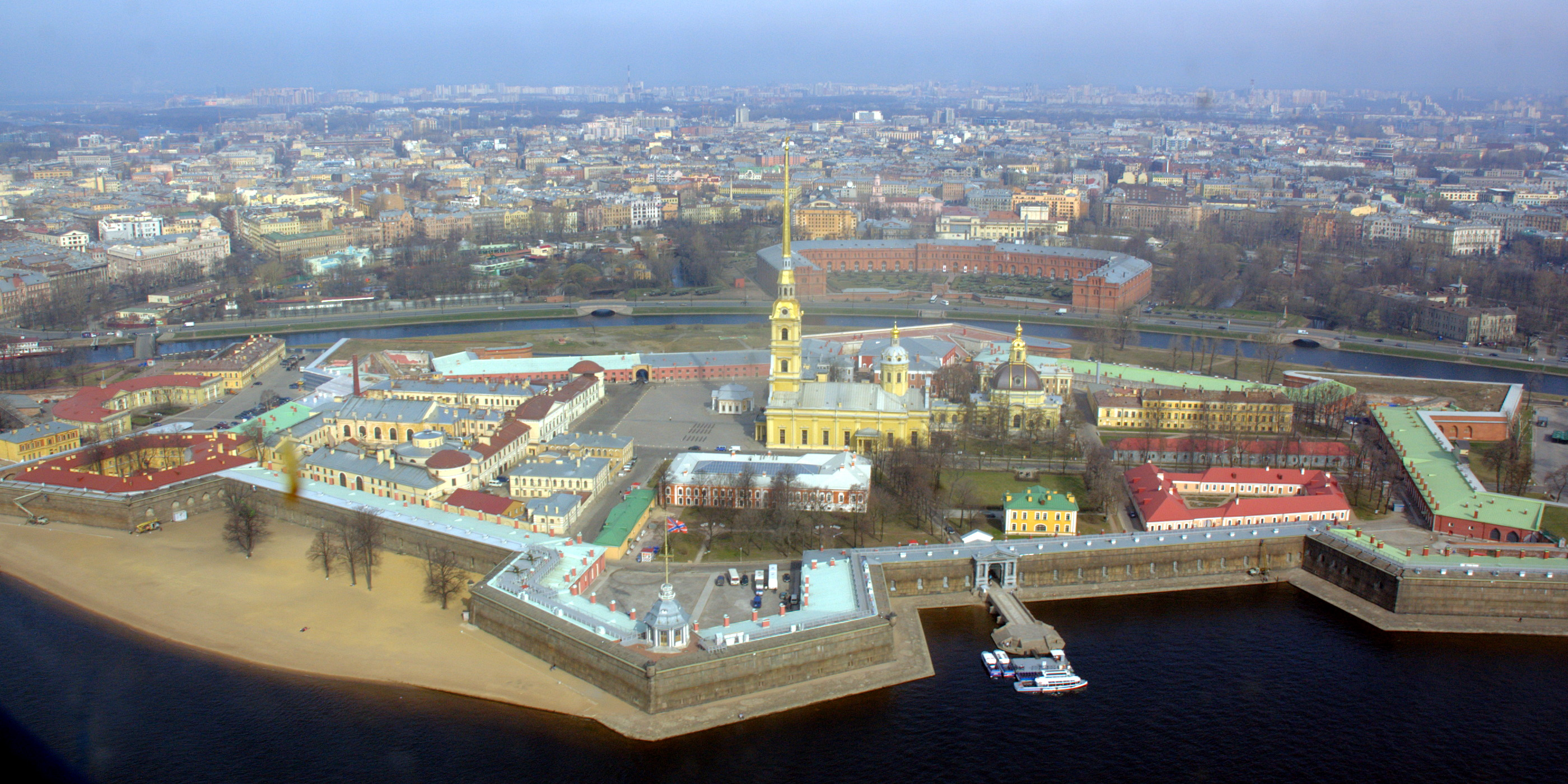
Peter-und-Paul-Festung